# 222 Lucija
222 Lucija (mednarodno ime 222 Lucia) je asteroid v glavnem asteroidnem pasu. Kaže značilnosti dveh tipov asteroidov (tipa B in tipa U).
Pripada družini asteroidov Temida.

## Odkritje
Asteroid je odkril avstrijski astronom Johann Palisa 9. februarja 1882 na Dunaju . Imenuje se po Luciji, hčerki avstrijskega polarnega raziskovalca in grofa Johanna Nepomuka Wilczeka (1837 – 1922). 

## Lastnosti
Asteroid Lucija obkroži Sonce v 5,55 letih. Njegova tirnica ima izsrednost 0,139 nagnjena pa je za 2,158° proti ekliptiki. Njegov premer je 54,66 km, okoli svoje osi se zavrti v okoli 7 h .